# 飛べゴリラ
『飛べゴリラ』（Flying Gorilla）は、Pinbitより配信されたiOS・Android用ゲームアプリ。2015年3月17日サービス開始。基本プレイ無料でアイテム課金が存在する。略称は『飛べゴリ』。
内容はゴリラが川の上をひたすら飛び続け、障害物を避けながらゴールを目指すアクションゲーム。
2015年配信のリリース当初のバージョンではタイトルが『飛べ！ゴリラ』であったが、2018年頃より『飛べゴリラ』と改題している。
2019年には英語版を『Flying Gorilla』のタイトル名でGoogle PlayおよびApp Storeで配信されて以来、200万ダウンロードを記録。
最新版では、フランス語版を『Gorille Volant』、韓国語版を『날아라 고릴라』、ポルトガル語版を『Gorila Voadora』、ロシア語版を『Летающая горилла』、スペイン語版を『Gorila Volador』として、全世界で配信している。

## 開発
日本で開発され、2015年3月17日に「飛べ！ゴリラ」としてUnityGameUploader上でリリースされた。UnityGameUploader版は、UnityGameUploaderのサービス終了に伴い公開を停止している。ゲーム自体は無料で配信されているが、ゲームに表示される広告を削除するのが有料というアイテム課金となっている。
iOS、Android向けのゲームであり、開発にはUnityを採用している。企画のきっかけは2015年に流行していた8.6秒バズーカーのリズムネタの「ラッスンゴレライ」である。

## ゲームシステム
いわゆるランゲームの一種である。プレイヤーは飛行するゴリラを操作する。飛行しながら障害物を避けながらバナナを集める。豚以外の障害物にぶつかるとゲームオーバーとなる。スワイプ操作またはタップ操作が利用できる。スワイプ操作の場合は、スワイプした向きにゴリラが移動し、手を離すとゴリラは水平に戻る。タップ操作の場合は画面右側をタップすると右に移動し、左側をタップすると左に移動する。バナナを一定数集めると無敵となり、障害物を破壊して進んでいくことが出来る。バナナを消費してスロットを回すことができる。スロットからは、ジェムか卵が排出される。卵を孵化することで新しいゴリラを獲得できる。それぞれのゴリラには特殊能力があり、すでに所持しているゴリラを新たに獲得するか、ジェムを消費してレベルを上げ強化していくことが出来る。

### アイテム
バナナ
ステージ上に落ちているアイテム。一定数集めると無敵となる。基本は黄色だが、エンドレスモードでは赤色や青色のバナナが出現する。色の変化したバナナに触れるとより多くのバナナを獲得できる。
ジェム
ステージ上に落ちているアイテム。ジェムを獲得できる。
スピードアップ
ステージ上に落ちている円形のアイテム。拾うとスピードが上がる。
卵
ステージ上に落ちているアイテム。卵を孵化することで新しいゴリラを獲得できる。

### ゲームモード
エンドレスモード
ゴールの概念は無く、どこまで進み続けられるかを競うモード。段々とスピードが上がっていき、bgmのスピードも上がっていく。このモードではバナナの色が赤色や青色に変化していく。
レベルモード
ゴールを目指すモード。ステージを進めるごとに段々とスピードが上がっていく。

### 障害物
壁
緑色の壁。
つるはし
左右に揺れ動くつるはし。
ヒヨコ
空を飛ぶヒヨコ。左右に動くものもいる。
棒
急に飛び出してくる棒。
豚
当たれば吹き飛ばせる。
鉄骨
中心に配置されている。

### ガチャ
本作のガチャはスロット形式であり、絵柄が揃えばダイヤやコインなどが手に入る他、バナナの価値を高めることが出来る。またゴリラと羽のガチャではダイヤを消費してゴリラや羽を手に入れることが出来る。羽には何の特殊能力も無いが、ゴリラは集めることによってそれぞれのゴリラの特殊能力レベルを上げることができる。

### ホーム画面
ホーム画面ではゴリラがダンスをしている。人を選択するとまた違った挙動を見ることが出来る。背景には豚などが確認できる。